# Eduardo Gordon
Eduardo Gregorio Gordon Valcárcel (Santiago, 9 de marzo de 1952) es un ex policía chileno. Se desempeñó como general director de Carabineros de Chile entre el 29 de mayo de 2008 y el 2 de septiembre de 2011.

## Vida personal
Nació en Santiago de Chile, el 9 de marzo de 1952; hijo del excarabinero Eduardo Gordon Cañas y de Eliana Valcarcel García. Es sobrino del militar Humberto Gordon, quien fuera director de la Central Nacional de Informaciones (CNI) entre 1980 y 1986, la policía secreta de la dictadura militar del general Augusto Pinochet.
Se casó en 1980 con María del Pilar Orduña Rovirosa, con quien tuvo dos hijos: Francisca Javiera y Eduardo Ignacio.

## Carrera policial
En 1974 ingresó a la Escuela de Carabineros, egresando al año siguiente como subteniente de Orden y Seguridad. Fue entonces destinado a la 1ª Comisaría de San Antonio, siendo luego jefe la Tenencia Puerto San Antonio. En 1976 fue destinado a España para realizar cursos en la Guardia Civil Española. De regreso a Chile en 1977, se integró a la Escuela de Carabineros como ayudante al Grupo de Aspirantes a Oficiales.
En 1986 fue nombrado subcomisario administrativo en la 3ª Comisaría Santiago Central. Entre 1991 y 1993 participó en el Comité asesor del gabinete del general director de la institución. Luego fue subprefecto administrativo en la Prefectura de Magallanes desde 1995 hasta 1996.
En la Escuela de Carabineros fue subdirector entre los años 1997 y 1998, para finalmente ser designado como director de dicho plantel en 2001. Ese mismo año asumió como prefecto de la Prefectura Santiago Central. Durante 2003, fue designado segundo jefe de Zona Metropolitana. En noviembre de 2003 fue ascendido por el presidente Ricardo Lagos al rango de general y asumió como jefe de la 5ª Zona de Valparaíso.
En noviembre de 2005 fue ascendido a general inspector para asumir la Inspectoría General de la institución. Asimismo, en noviembre de 2006 asumió como general subdirector.

### General director de Carabineros
El 29 de mayo de 2008, conocida la muerte del general José Alejandro Bernales, fue designado como general director subrogante. El 3 de junio de 2008, la presidenta de la República Michelle Bachelet lo confirmó como general director de Carabineros, asumiendo en cargo el 6 de junio de 2008.
Durante su gestión Carabineros sufrió diversos cuestionamientos por su rol en las protestas estudiantiles y de la Central Unitaria de Trabajadores (CUT) de 2011. En esta última ocurrió la muerte de un estudiante por la bala de un efectivo policial.
Ese mismo año, un artículo periodístico lo denunciaba de haber pedido modificar un parte policial, para ocultar la participación de su hijo en un accidente automovilístico y darse a la fuga. Finalmente, presentó en esos mismos días un grave problema de salud, en el cual estuvo hospitalizado, lo que llevaría a su decisión de dejar Carabineros de Chile.[cita requerida] Renunció a la jefatura de Carabineros el 2 de septiembre de 2011.

### Historial policial
Su historial de ascensos en Carabineros de Chile fue el siguiente:
- 1974: Aspirante a oficial
- 1976: Subteniente
- 1980: Teniente
- 1985: Capitán
- 1990: Mayor
- 1995: Teniente coronel
- 2000: Coronel
- 2003: General de Zona
- 2005: General inspector
- 2008: General director

## Condecoraciones
- Cruz al Mérito de Carabineros de Chile, por haber cumplido 20 años de servicios en la institución (1994).[4]
- Gran Cruz al Mérito de Carabineros de Chile, por haber cumplido 30 años efectivos en la institución (2004).[4]
- Gran Oficial de la «Condecoración Presidente de la República», por haber ascendido al grado de general de Carabineros de Chile (2003).[4]
- Alguacil Mayor de la «Condecoración Alguacil Mayor Juan Gómez de Almagro», por haber alcanzado su condición de mando, como general de Carabineros de Chile (2008).[4]

## Controversias
El 1 de marzo de 2018 fue formalizada una investigación en su contra por el delito de malversación de caudales públicos mientras era director general de Carabineros, en el marco del caso «Pacogate», siendo reformalizado en septiembre de 2019.
Tres años después, en diciembre de 2021, fue nuevamente formalizado esta vez por los delitos de malversación de caudales públicos y falsificación de instrumento público. Según la fiscalía, entre 2007 y 2011 se apropió de 79 305 000 pesos y 10 000 dólares provenientes de gastos reservados de la institución. El Juzgado de Garantía decretó las medidas cautelares de arresto domiciliario parcial nocturno y arraigo nacional en su contra.
El 30 de octubre de 2024, el Cuarto Tribunal Oral en lo Penal de Santiago lo condenó por el delito de malversación de caudales públicos. La pena impuesta fue de tres años y un día de presidio, con beneficio de libertad vigilada intensiva, la inhabilitación absoluta perpetua para derechos políticos y la inhabilitación absoluta para cargos y oficios públicos durante el tiempo de la condena, además del pago de una multa de 11 UTM.